# チェッカー・マラソン

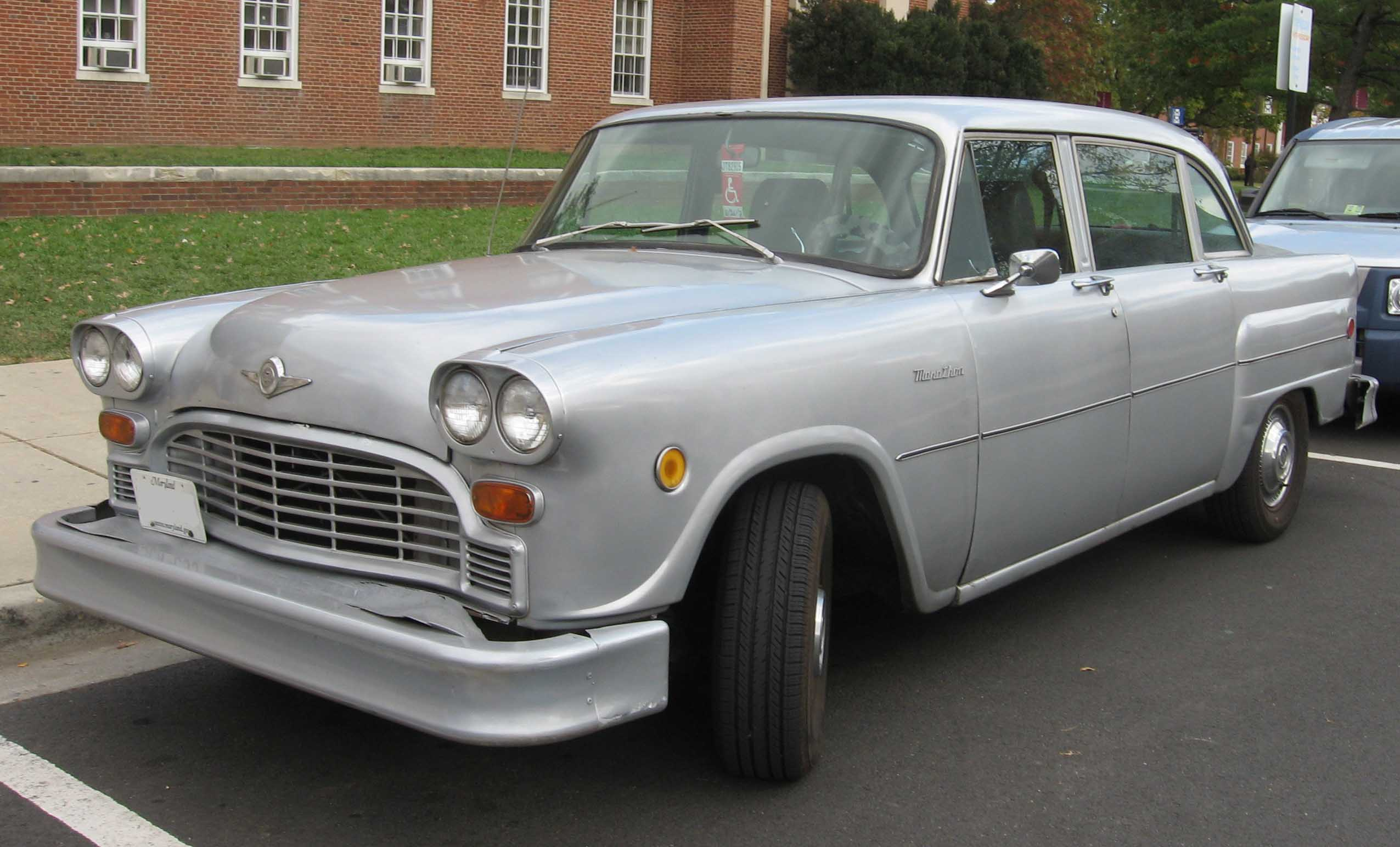
4ドアセダン

チェッカー・マラソン（英: Checker Marathon）は、アメリカ合衆国ミシガン州カラマズーに本社を置く自動車製造会社であるチェッカー（英: Checker）社が1961年以来製造していたタクシー用自動車「タクシーキャブ（Checker Taxi Cab）」の乗用車仕様の名称である。

## 概要
1956年に発表されたタクシー用の「タクシーキャブ」の車両をベースに、ほぼそのまま乗用車仕様とされていたため、車高が高く、丸みを帯びた車体に丸型4灯ヘッドライト、大きく頑丈なバンパー、折り畳み式の補助座席などで特徴付けられる。なお、内外装は乗用車仕様となることから、ビニールルーフや布製のシートが奢られるなど高級化されていた。
他にも5ドアワゴンやロングホイールベース、8ドアリムジンワゴンの「エアロバス」も製造されていた。「タクシーキャブ」のイメージが強いことや、乗用車としての販売網が弱いこともありヒットとならなかったものの、1982年まで販売された。

## データ
- 型式：A-10（-1962年）、A-12/A-12E（1963年-）
- エンジン：コンティネンタル製6気筒（1960年-）、クライスラー製V型8気筒（1963年-1964年）、シボレー製6気筒（1964年-）、シボレー製V型8気筒（1965年-）
- 馬力：80～122hp/81.1～123.7ps/253ps/59.7～91kW
- 最高速度：190km/h（シボレー製V8/5700cc）
- 駆動方式：後輪駆動
- トランスミッション：3速オートマチック（コラム式）
- ボディ：4ドアセダン（6-8人乗り、補助席つき）、「マラソン・デラックス」4ドアセダン（6-9人乗り、補助席つき）、5ドアワゴン、「エアロバス」（8ドアリムジンワゴン）

## 歴史
チェッカー社は1922年に、縫製工場事業で成功したロシア移民のモーリス・マーキン（Morris Markin）によって創設された。翌1923年より車両製造を始め、チェッカー社のタクシーは順調に人気を得ていき、1950年代中盤にはすでにアメリカ各地にいきわたった。また、チェッカー社の車が軍用車両やパトカーに採用されたこともあった。

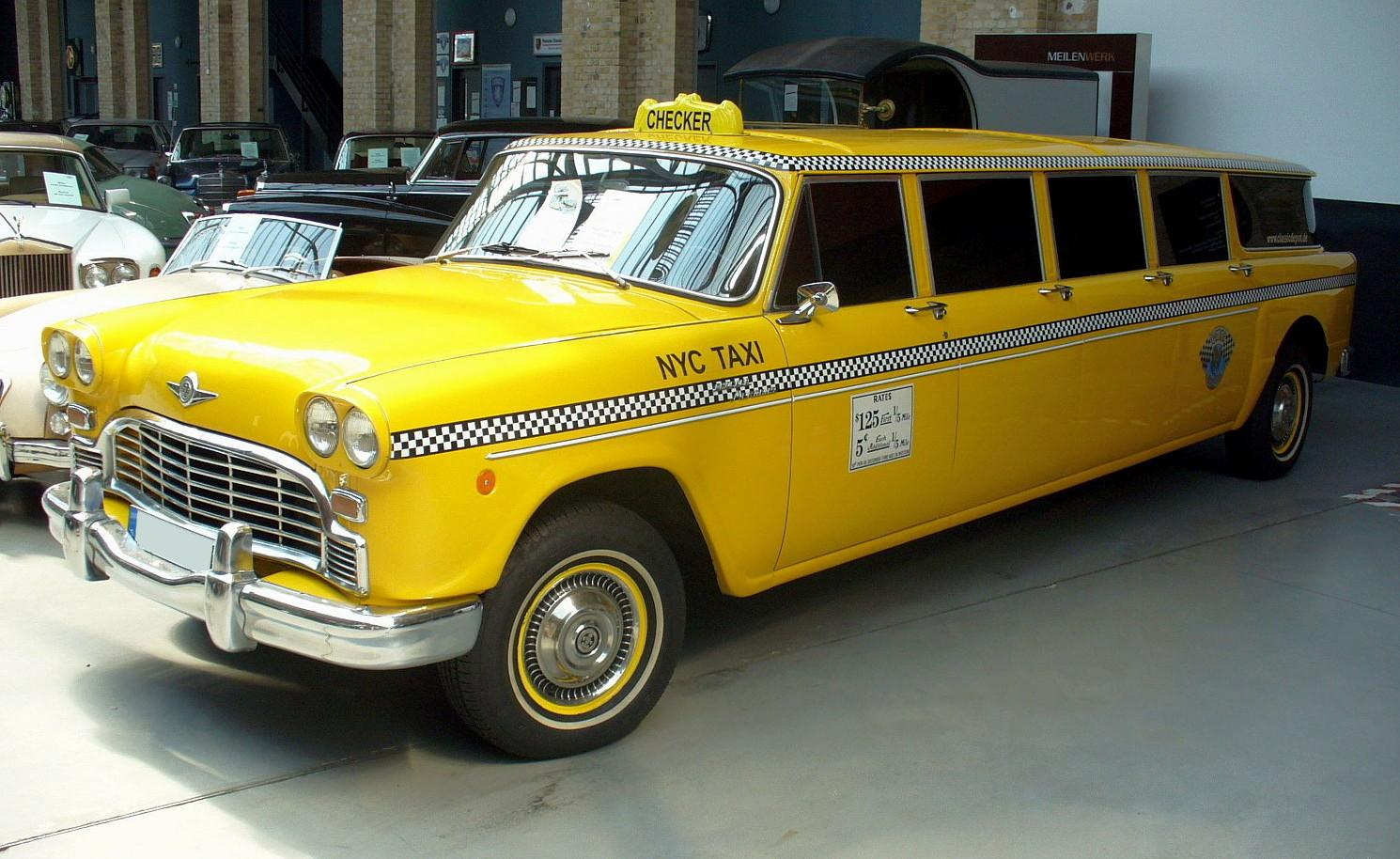
チェッカー・タクシーキャブ（「エアロバス」のイエローキャブ塗装モデル）

その後1956年より発売が開始された「タクシーキャブ」により、同社の車両はアメリカのタクシー（イエローキャブ）の代名詞的存在になった。この頃には車体の特徴あるスタイルも確立され、1976年の映画「タクシードライバー」は人々に対して、黄色いボディー塗装に白黒のストライプのイエローキャブ=タクシーキャブ=ニューヨークという図式を強烈に印象付けた。
なお、1982年に製造を終了するまで、1974年にいわゆる「5マイルバンパー」が装備されたほかはデザインはほとんど変わらなかった。
「タクシーキャブ」及び「マラソン」は、チェッカー社の自動車生産中止に伴い1982年に製造終了が決まり、その歴史に幕を閉じた。さらに老朽化と補修部品の入手の困難により、1999年を最後として、「タクシーキャブ」はニューヨークの街から姿を消した。しかし、ニューヨークの「街の顔」として、現在でも多くの人々の記憶にとどめられている。
熱狂的なファンも多く、ニューヨークやロサンゼルス、シカゴなどの大都市にはオーナーズクラブも存在する。チェッカー社は現在、主にゼネラルモーターズの下請けとして部品製造を行っている。